# Laurentia (Kontinent)

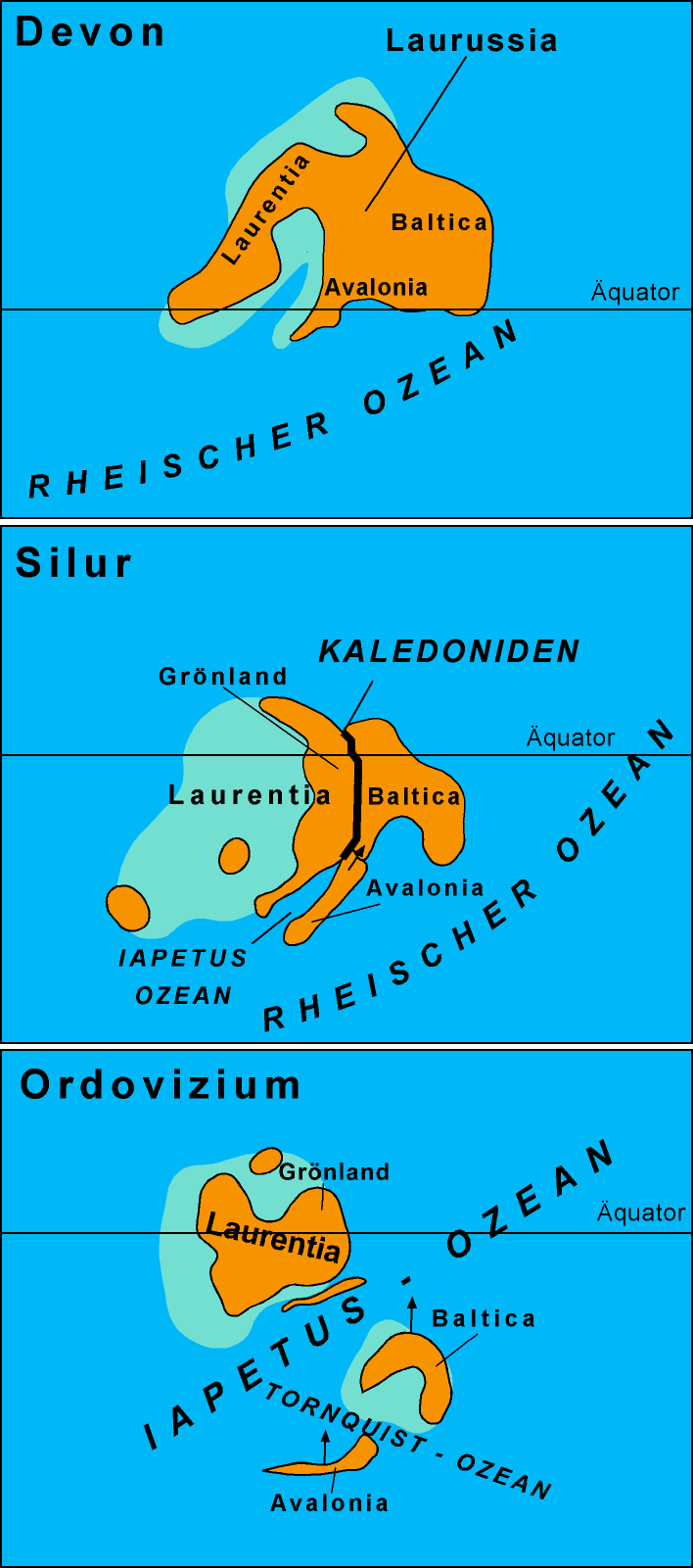
Prinzipdarstellung der paläogeographischen Entwicklung von Avalonia, Baltica und Laurentia vom Ordovizium bis in das Devon

Laurentia ist ein erdgeschichtlich alter Kontinentalblock, der weite Teile des heutigen Nordamerikas einschließlich Grönlands umfasst. Der Name leitet sich ab vom Sankt-Lorenz-Strom (Flumen Sancti Laurentii), an dessen Ufern einige der präkambrischen Gesteine anstehen, die im Verlauf der Akkretion und Konsolidierung Laurentias gebildet wurden.
In der Landmasse Laurentias wurden die ältesten Gesteinsformationen der Erde gefunden: der Acasta-Gneis aus dem westlichen Kanadischen Schild datiert aus dem Hadaikum von 4.030 mya  und der möglicherweise bis zu 4,3 Milliarden Jahre alte Nuvvuagittuq-Grünsteingürtel aus dem östlichen Kanadischen Schild.

## Geologische Entwicklung
Laurentia entstand etwa 1.910 mya aus jenem Teil der Bruchstücke Kenorlands, die auch die Wopmay-Gebirgsbildung in der Sklavenprovinz der Nordwest-Territorien verursachten, und war ab etwa 1.100 mya Teil des Superkontinents Rodinia.
Etwa 800 mya spaltete sich Laurentia wieder von Rodinia ab. Mit dem Rest von Proto-Laurasia, dessen Teil Laurentia nun war, bewegte es sich während des Ediacariums langsam nach Norden, und vereinte sich vermutlich trotzdem nochmal kurz mit den restlichen Teilen der Erde zu Pannotia. Nun kann es auch als Teil von Laurasia bezeichnet werden.
Während des Kambriums und Ordoviziums, also 542 mya bis 444 mya, war die Kontinentalscholle in Äquatornähe, südlich davon lagen Avalonia und Baltica im Iapetus-Ozean.

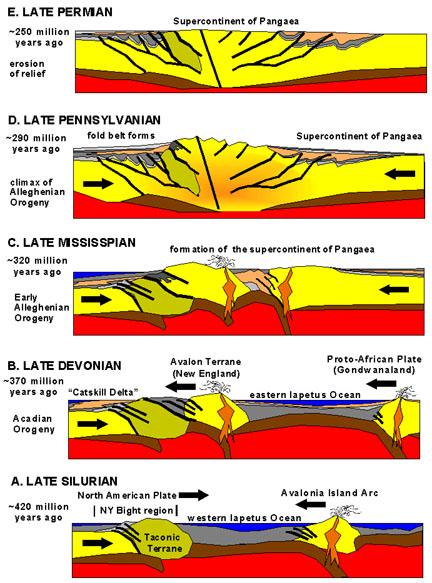
Die Entstehung der Appalachen

Um 440 mya, im frühen Silur, begann sich der Iapetus-Ozean östlich von Laurentia auszuweiten. Seine Platte subduzierte unter die Ostküste, hob die kontinentale Kruste und bewirkte eine Periode des Vulkanismus. Die Appalachen entstanden auf Laurentia, während zur selben Zeit an der anderen Seite des Meeres, auf dem bereits vereinigten Baltica/Avalonia, die kaledonischen Gebirge wuchsen. Sedimentgesteine des Iapetus-Ozeans sind heute in beiden Gebirgszügen nachweisbar. Im frühen Devon, etwa 400 mya, schloss sich der Iapetus-Ozean dann zu einer Bucht des Rheischen Ozeans und verschweißte so die drei Kontinentalplatten zum neuen Großkontinent Laurussia bzw. Euramerika. Die Appalachen und Kaledonischen Berge wurden weiter gehoben.
Um 300 mya bildete Laurussia mit Sibiria und Gondwana den bisher letzten Superkontinent Pangaea.